# Harry Wijnvoord
Harry Robert Wijnvoord (né le 12 mai 1949 à La Haye) est un animateur de télévision allemand.

## Biographie
Harry Wijnvoord est l'aîné de quatre enfants. En 1964, la famille déménage en Allemagne et s'installe à Maintal, dans la Hesse. Il suit ensuite une formation de fourreur dans l'atelier de son père qui ne l'intéresse pas, puis de conseiller économique et fiscal. Il arrête cette profession alors qu'il obtient son diplôme professionnel. Il travaille ensuite pour la compagnie aérienne grecque Olympic Airlines et pour la compagnie maritime North Sea Ferries. 

## Carrière
Wijnvoord est découvert par le directeur du divertissement de RTL Television Jochen Filser, alors qu'il cherche un présentateur approprié pour le nouveau programme Der Preis ist heiß. Après quelques enregistrements tests, il obtient son contrat et anime l'émission de 1989 à 1997, ce qui le fait connaître dans toute l'Allemagne.
Après Der Preis ist heiß, il présente Stars gegen Stars (1997) et le programme de cuisine Der Reis ist heiß sur tm3. Il présente le nouveau programme RTL-Shop. Il participe à de nombreux castings et émissions de RTL. Il est un partenaire publicitaire de Slim Fast et de 2007 à 2009 de ab-in-den-urlaub.de. De 1995 à 2004, il anime pour Radio F à Nuremberg. En 2004, il prête sa voix au diable dans Dieter – Der Film. Il participe la même année à la deuxième saison de l'émission de télé-réalité de RTL Ich bin ein Star – Holt mich hier raus!, où il abandonne volontairement.
Il est à la fois commissaire-priseur de vente de chevaux et présentateur sur les chaînes de téléachat Pearl.tv et MediaSpar TV. Il travaille pour RadioGroup en Rhénanie-Palatinat dans diverses stations locales. Depuis février 2011, il présente chaque dimanche le Harry Wijnvoord Show sur TV Mittelrhein et Wwtv. Depuis juin 2015, il y présente le programme TV Auf den Spuren berühmter Filmklassiker.
En septembre 2016, il est dans le docusoap de Tele 5 Old Guys on Tour. Quatre anciens maîtres du spectacle, dont Jörg Draeger, Frederic Meisner et Björn-Hergen Schimpf, font le pèlerinage de Saint-Jacques-de-Compostelle pendant plusieurs jours. Karl Dall est présent en tant que guide touristique et commentateur.

## Vie privée
Wijnvoord vit à Roth, près de Nuremberg jusqu'à son divorce d'avec sa première épouse Marianne en 1998, avec qui il a un fils (né en 1977). Il dirige un temps également le bistro Wijnvoord à Roth. De plus, il est animateur à l'arrivée de l'Ironman Europe organisé à Roth et de l'événement Challenge Roth qui suit. Depuis son divorce, il vit à Senden. Il épouse Iris en juillet 2021.